# Oskar Martini
Karl Oskar Ludwig Wilhelm Martini (* 4. Februar 1884 in Schwerin; † 27. März 1980 in Hamburg) war ein deutscher Jurist und von 1920 bis 1945 Leiter des Hamburger öffentlichen Fürsorgewesens.

## Biografie
Martini, Sohn eines Rechtsanwalts, begann ein Studium der Rechts- und Staatswissenschaften an der Universität Marburg und schloss es an der Universität Rostock ab. Er trat im April 1910 in den Hamburger Staatsdienst ein. Zunächst war er Assessor bei der Staatsanwaltschaft und ab 1911 bei der Finanzdeputation, wo er 1913 zum Regierungsrat befördert wurde. Während des Ersten Weltkrieges übernahm er in Personalunion weitere Funktionen, so leitete er auch eine Abteilung des Kriegsversorgungsamtes.  
Nach Kriegsende arbeitete Martini ab März 1919 beim Hamburger Senat. Er leitete mit dem Titel Präsident ab 1920 das neu geschaffene Wohlfahrtsamt in Hamburg. Martini war maßgeblich am Aufbau des Hamburger Fürsorgewesens beteiligt und engagierte sich zur Zeit der Weimarer Republik führend beim Deutschen Städtetag und dem Deutschen Gemeindetag. Beim Deutschen Verein für öffentliche und private Fürsorge gehörte er von 1930 bis 1933 dem Vorstand an.
Obwohl Martini während der Weltwirtschaftskrise von den Nationalsozialisten stark attackiert wurde, blieb er als anerkannter Fachmann für das Wohlfahrtswesen nach der Machtübergabe an die Nationalsozialisten 1933 im Amt. Im Herbst 1933 wurde er Vizepräsident der Hamburger Behörde für Gesundheit und Wohlfahrt unter Friedrich Ofterdinger, wo er die Zuständigkeit für den Wohlfahrtsbereich erhielt. Im Herbst 1936 wurde er Präsident der Wohlfahrtsbehörde, nachdem die Bereiche Gesundheit und Wohlfahrt wieder eigenständig geworden waren. Im März 1938 wurde er als Stadtrat Beigeordneter für die Sozialverwaltung und führte ab Dezember 1939 den Titel Senator.
Martini, der während der Weimarer Republik der DVP angehört hatte, trat zum 1. Mai 1937 der NSDAP bei (Mitgliedsnummer 4.053.190). Er diente dem NS-Regime in Hamburg als Fachmann für das Wohlfahrtswesen und bekannte sich auch öffentlich zur NS-Fürsorgepolitik. Seine Differenzen mit den NS-Führungsgremien bestanden nur bei drohender Beschneidung seines Kompetenzbereiches.
In seiner Position als Beauftragter für das Wohlfahrtswesen war er einer der Verantwortlichen für die Ausgrenzung sogenannter „Gemeinschaftsfremder“ und „Rassenfremder“ (Juden) in den von der Wohlfahrt betreuten Anstalten. Ebenso veranlasste er in Übereinstimmung mit der Nationalsozialistischen Rassenhygiene die Erfassung Behinderter nach sogenannter „Wertigkeit“ für die „Volksgemeinschaft“, wobei er Zwangssterilisationen durchführen ließ. Während des Zweiten Weltkriegs organisierte er die Transporte geistig Behinderter in auswärtige „psychiatrische Anstalten“.
Nach dem Ende des Zweiten Weltkriegs gehörte Martini zunächst dem ernannten Senat Petersen an, bis ihn die alliierte Besatzungsmacht Ende Oktober 1945 entließ. Martini wurde 1950 schließlich als Entlasteter entnazifiziert. Danach betätigte er sich beim Evangelischen Hilfswerk und der Rotary-Stiftung in Hamburg. Zudem war er geschäftsführendes Vorstandsmitglied der Senator-Erich-Soltow-Stiftung. Bei diesem Hamburger Wohnungsstift wurde ein von ihm geplanter Neubau nach ihm benannt. 
Martini hatte mit seiner Ehefrau vier Töchter.